# Lily (MONKEY MAJIKのアルバム)
『Lily』（リリー）はMONKEY MAJIKが2005年2月9日にUNDER HORSE RECORDSより発売した1stミニアルバム。

## 概要
- 全国流通版としては初のミニアルバムとなっている。
- 表題曲「Lily」はMVが作成されており、2023年2月現在、『MONKEY MAJIK MUSIC VIDEO BEST』、『PREMIUM BOX』でのみ視聴可能である。
- 収録曲『Alright』は次作『Get Started』にてリミックスが収録されており、インディーズでは唯一のリミックスである。

## 収録曲
1. Lily
  - 本アルバムの表題曲
2. Tonight
3. Alright
4. Wish I
5. 星一粒

## タイアップ
| 曲名 | タイアップ                                  |
| Lily | フジテレビOn Demandミュードラ「Lily」主題歌 |